# Enciclopédia do Holocausto
A Enciclopédia do Holocausto é uma enciclopédia on-line, publicada pelo Museu Memorial do Holocausto dos Estados Unidos, que oferece informações detalhadas sobre o Holocausto e os acontecimentos em torno dele.

## Ligação externa
- Website Oficial em inglês